# Friedrich Jobst
Heinrich Friedrich Jobst (* 2. Januar 1786 in Stuttgart; † 13. September 1859 ebenda) war ein Drogenkaufmann.

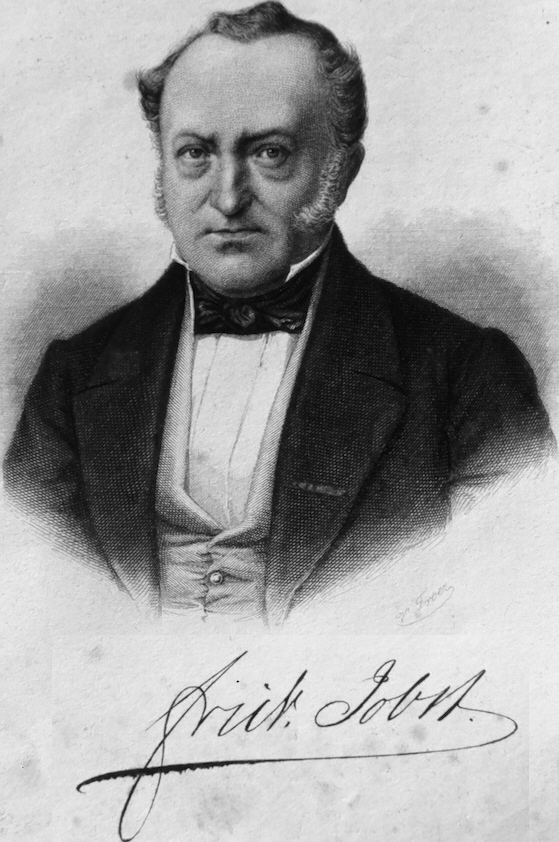
Porträt von Friedrich Jobst

## Leben
Seine Eltern waren der württembergische Solotänzer und Hoftanzmeister Johann Georg Jobst (1758–1829) und Louise Christina Wohlfahrth.
1803 bis 1806 absolvierte er eine kaufmännische Lehre in Nürnberg, im Anschluss daran gründete er seine Drogen- und Chemikalienhandlung und begann mit einer eigenen Fabrikation pflanzlicher Arznei- und Wirkstoffe. 
Er heiratete Babette Räbel aus Nürnberg. Ihre Nachkommen waren:
- Friedrich (1814–58), Kaufmann[4]
  - Julius von Jobst (1839–1920), Fabrikant[5]
- Karl Jobst (1816–1896), Chemiker, Fabrikant[6]